# Sylt-Rømø-Wattenmeerbucht
Koordinaten: 55° 2′ 9″ N, 8° 33′ 21″ O
Die Sylt–Rømø Wattenmeerbucht ist eine Bucht und ein Tidebecken an der deutsch-dänischen Nordseeküste. Sie wird von Sylt im Südwesten und Rømø im Nordwesten von der Nordsee abgeschirmt. Seit dem Bau des Hindenburgdamms 1927 und des Rømødæmningen (dt.: Röm-Damm) im Jahr 1948 besteht die einzige Verbindung zur offenen See über das bis zu 40 Meter tiefe Lister Tief.
Die Bucht ist mit 404 km² eine der größten Buchten des Wattenmeers der Nordsee. Sie hat ein Niedrigwasservolumen von etwa 570 Millionen Kubikmeter, bei mittlerem Tidehochwasser steigt es auf 1.120 Millionen Kubikmeter. Mit einem Wattflächenanteil von etwa einem Drittel hat es im Verhältnis zu kleineren Buchten deutlich weniger Watt, die meisten haben Anteile um 70 oder 80 Prozent. Der Lebensraum ist marin, die Süßwasserzuflüsse aus den angrenzenden Festlandsgebieten erreichen nicht einmal ein Tausendstel des Volumens des Tidenstroms.
In ihr befindet sich unter anderem der mittlerweile versandete Königshafen bei List, einst der wichtigste Hafen zwischen Elbe und Skagen und heute vor allem bei Touristen und Wassersportlern beliebt. Im Königshafen liegt die kleinen Sylter Nebeninsel Uthörn. Auch die ehemalige Hallig Jordsand liegt in dieser Bucht und ist – heute als Sandbank – Ruheplatz zahlreicher Robben.